# Barbus kissiensis
Barbus kissiensis és una espècie de peix cipriniforme de la família dels ciprínids.

## Morfologia
Els mascles poden assolir els 1,7 cm de longitud total.

## Distribució geogràfica
Es troba al curs superior del riu Níger.